# Seznam zahraničních cest Miloše Zemana

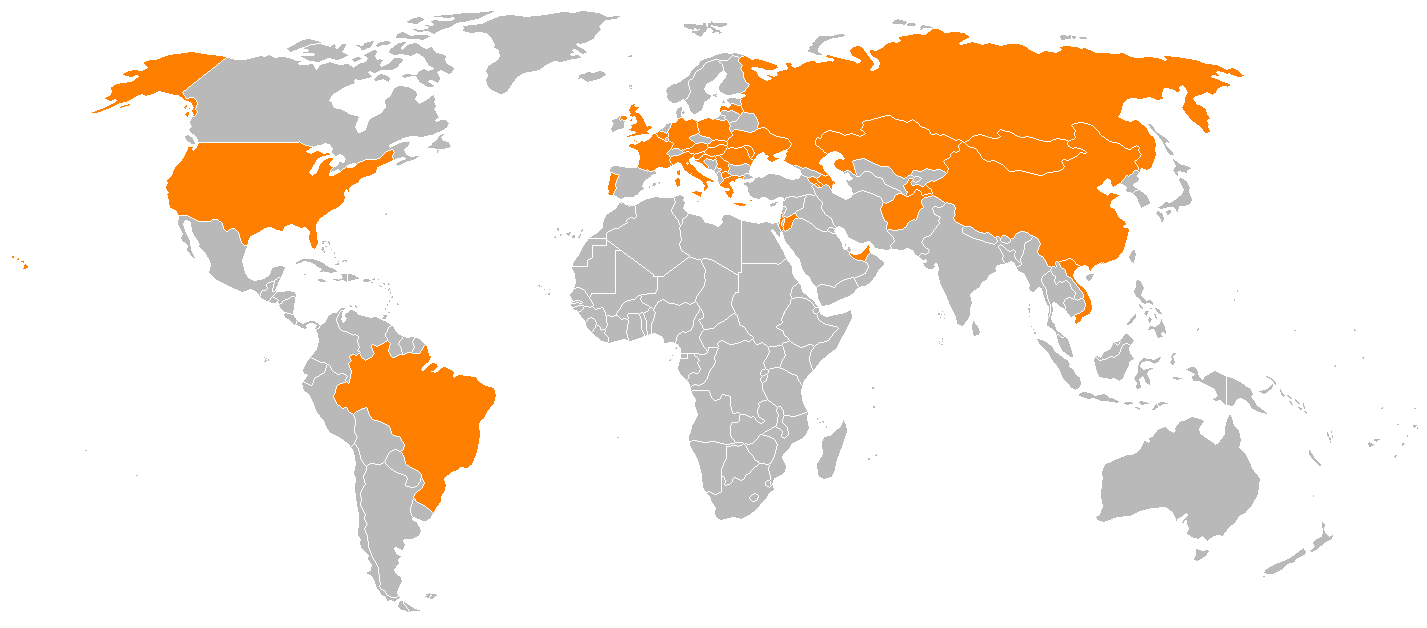
Země navštívené prezidentem Milošem Zemanem

Toto je seznam zahraničních cest Miloše Zemana v době vykonávání úřadu prezidenta České republiky v letech 2013–2023.
Prezident Miloš Zeman navštívil těchto 34 zemí:
- 1 návštěva: Afghánistán, Arménie, Ázerbájdžán, Brazílie, Itálie, Jordánsko, Lotyšsko, Moldavsko, Mongolsko, Portugalsko, Rumunsko, Řecko, Severní Makedonie, Spojené arabské emiráty, Tádžikistán, Ukrajina, Vatikán, Vietnam
- 2 návštěvy: Chorvatsko, Izrael, Kazachstán, Slovinsko
- 3 návštěvy: Rusko, Spojené království
- 4 návštěvy: Belgie, Francie, Maďarsko, Německo, Rakousko, Spojené státy americké, Srbsko
- 5 návštěv: Čína
- 11 návštěv: Polsko
- 15 návštěv: Slovensko

## 2013
| Poř. | Země       | Místo      | Datum       | Podrobnosti                                                     |
| ---- | ---------- | ---------- | ----------- | --------------------------------------------------------------- |
| 1.   | Slovensko  |            | 4. dubna    | První návštěva Slovenska ve funkci prezidenta                   |
| 2.   | Rakousko   |            | 23. dubna   | Pracovní návštěva                                               |
| 3.   | Polsko     |            | 23. května  | Pracovní návštěva                                               |
| 4.   | Slovensko  | Bratislava | 12. června  | 18. summit prezidentů střední Evropy                            |
| 5.   | Německo    |            | 26. června  | Pracovní návštěva                                               |
| 6.   | Chorvatsko |            | 30. června  | Oslava vstupu Chorvatska do Evropské unie                       |
| 7.   | Polsko     |            | 2. července | Summit prezidentů zemí Visegrádské skupiny                      |
| 8.   | Belgie     | Brusel     | 18. září    | Pracovní návštěva                                               |
| 9.   | Izrael     |            | 6. října    | Státní návštěva                                                 |
| 10.  | Rakousko   | Freistadt  | 18. října   | Setkání s prezidentem Heinzem Fischerem Český Krumlov/Freistadt |
| 11.  | Ukrajina   |            | 20. října   | Pracovní návštěva                                               |

## 2014
| Poř. | Země               | Místo     | Datum         | Podrobnosti                                                                           |
| ---- | ------------------ | --------- | ------------- | ------------------------------------------------------------------------------------- |
| 12.  | Afghánistán        |           | 24. ledna     | Návštěva českých vojáků                                                               |
| 13.  | Rusko              | Soči      | 6. února      | Zahájení XXII. zimních olympijských her                                               |
| 14.  | Francie            | Štrasburk | 26. února     | Vystoupení v Evropském parlamentu                                                     |
| 15.  | Srbsko             |           | 1. dubna      | Státní návštěva spojená s návštěvou Slovinska                                         |
| 16.  | Slovinsko          |           | 3. dubna      | Státní návštěva spojená s návštěvou Srbska                                            |
| 17.  | Rumunsko           |           | 20. května    | Státní návštěva Rumunska a Moldavska                                                  |
| 18.  | Moldavsko          |           | 20. května    | Státní návštěva Rumunska a Moldavska                                                  |
| 19.  | Polsko             |           | 3. června     | 25. výročí pádu komunismu v Polsku                                                    |
| 20.  | Francie            |           | 6. června     | 70. výročí vylodění spojeneckých vojsk v Normandii                                    |
| 21.  | Maďarsko           |           | 16. června    | Výročí povstání roku 1956 a pádu komunismu roku 1989                                  |
| 23.  | Polsko             |           | 22. července  | Setkání prezidentů spojeneckých států ve střední a východní Evropě před summitem NATO |
| 23.  | Slovensko          |           | 29. srpna     | 70. výročí Slovenského národního povstání                                             |
| 24.  | Spojené království | Newport   | 4. září       | Summit NATO                                                                           |
| 25.  | Francie            |           | 8. září       | Oficiální návštěva                                                                    |
| 26.  | Německo            |           | 9. října      | 25. výročí revoluce                                                                   |
| 27.  | Itálie             | Milán     | 16. října     | 10. summit ASEM                                                                       |
| 28.  | Čína               |           | 24. října     | Státní návštěva                                                                       |
| 29.  | Slovensko          |           | 6. listopadu  | 25. výročí Sametové revoluce                                                          |
| 30.  | Kazachstán         |           | 23. listopadu | Oficiální návštěva Kazachstánu a Tádžikistánu                                         |
| 31.  | Tádžikistán        |           | 25. listopadu | Oficiální návštěva Kazachstánu a Tádžikistánu                                         |

## 2015

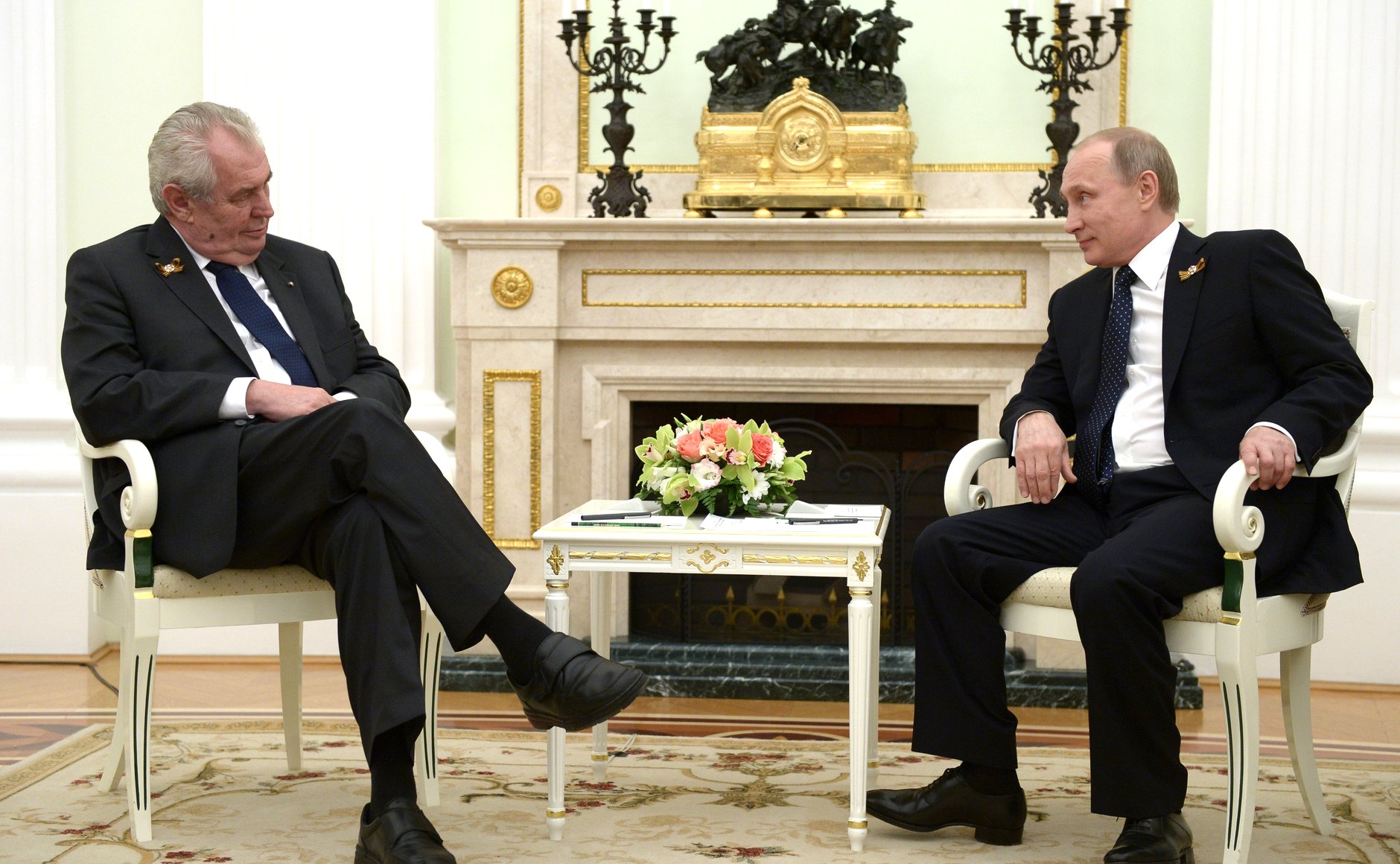
S ruským prezidentem Vladimirem Putinem 9. května 2015

| Poř. | Země                    | Místo            | Datum      | Podrobnosti                                                |
| ---- | ----------------------- | ---------------- | ---------- | ---------------------------------------------------------- |
| 32.  | Jordánsko               |                  | 9. února   | Oficiální návštěva Jordánska a Spojených arabských emirátů |
| 33.  | Spojené arabské emiráty |                  | 11. února  | Oficiální návštěva Jordánska a Spojených arabských emirátů |
| 34.  | USA                     | Washington, D.C. | 1. března  | Pracovní návštěva                                          |
| 35.  | Vatikán                 |                  | 24. dubna  | Oficiální návštěva                                         |
| 36.  | Polsko                  | Gdaňsk           | 7. května  | 70. výročí konce druhé světové války                       |
| 37.  | Rusko                   |                  | 8. května  | 70. výročí konce druhé světové války                       |
| 38.  | Lotyšsko                | Riga             | 21. května | 4. summit Východního partnerství                           |
| 39.  | Čína                    |                  | 1. září    | Pracovní návštěva                                          |
| 40.  | Ázerbájdžán             | Baku             | 15. září   | Státní návštěva                                            |
| 41.  | USA                     |                  | 26. září   | Valné shromáždění OSN                                      |
| 42.  | Maďarsko                | Balatonfüred     | 7. října   | Summit prezidentů Visegrádské skupiny                      |

## 2016

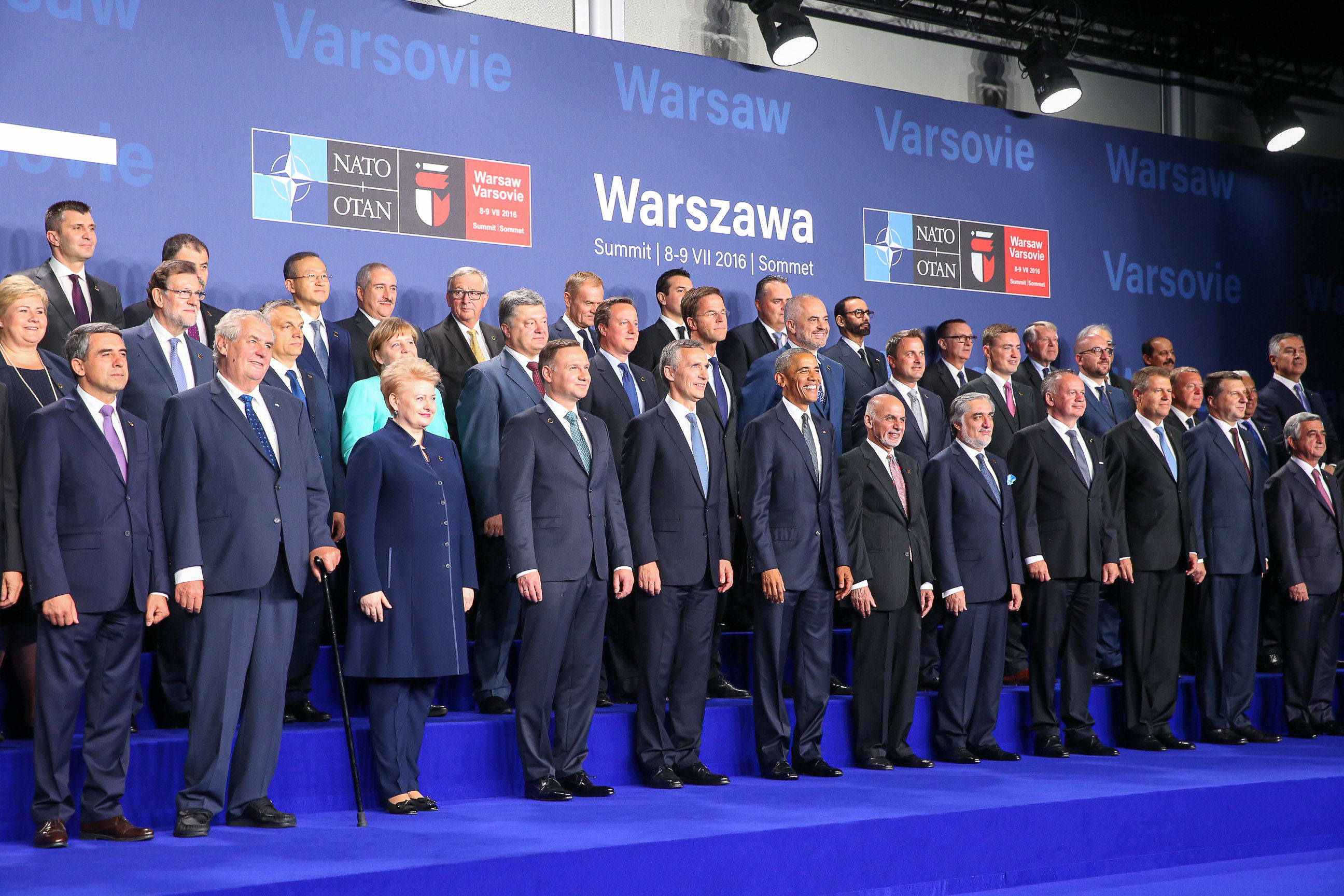
Miloš Zeman na summitu NATO ve Varšavě

| Poř. | Země              | Místo          | Datum        | Podrobnosti                                           |
| ---- | ----------------- | -------------- | ------------ | ----------------------------------------------------- |
| 43.  | Arménie           |                | 7. června    | Státní návštěva                                       |
| 44.  | Severní Makedonie |                | 9. června    | Oficiální návštěva                                    |
| 45.  | Polsko            | Varšava        | 8. července  | Summit NATO ve Varšavě                                |
| 46.  | Mongolsko         | Ulánbátar      | 13. července | Summit ASEM                                           |
| 47.  | Brazílie          | Rio de Janeiro | 3. srpna     | Zahájení XXXI. letních olympijských her               |
| 48.  | USA               |                | 19. září     | 71. zasedání Valného shromáždění OSN                  |
| 49.  | Řecko             |                | 29. září     | Rhodes Forum 2016                                     |
| 50.  | Slovensko         | Bratislava     | 13. října    | Pohřeb bývalého slovenského prezidenta Michala Kováče |
| 51.  | Polsko            |                | 14. října    | Summit prezidentů zemí Visegrádské skupiny            |
| 52.  | Portugalsko       |                | 13. prosince | Státní návštěva                                       |

## 2017
| Poř. | Země               | Místo     | Datum         | Podrobnosti                           |
| ---- | ------------------ | --------- | ------------- | ------------------------------------- |
| 53.  | Chorvatsko         |           | 28. března    | Státní návštěva                       |
| 54.  | Čína               |           | 12. května    | Konference Belt and Road Forum        |
| 55.  | Belgie             | Brusel    | 25. května    | Summit NATO                           |
| 56.  | Vietnam            |           | 6. června     | Státní návštěva                       |
| 57.  | Kazachstán         | Astana    | 8. června     | Expo 2017                             |
| 58.  | Spojené království |           | 16. června    | Pracovní návštěva                     |
| 59.  | USA                |           | 18. září      | Valné shromáždění OSN                 |
| 60.  | Francie            | Štrasburk | 10. října     | Vystoupení v Evropském parlamentu     |
| 61.  | Maďarsko           |           | 13. října     | Summit prezidentů Visegrádské skupiny |
| 62.  | Rusko              |           | 20. listopadu | Oficiální návštěva                    |
| 63.  | Slovensko          |           | 12. prosince  | Pracovní návštěva                     |

## 2018

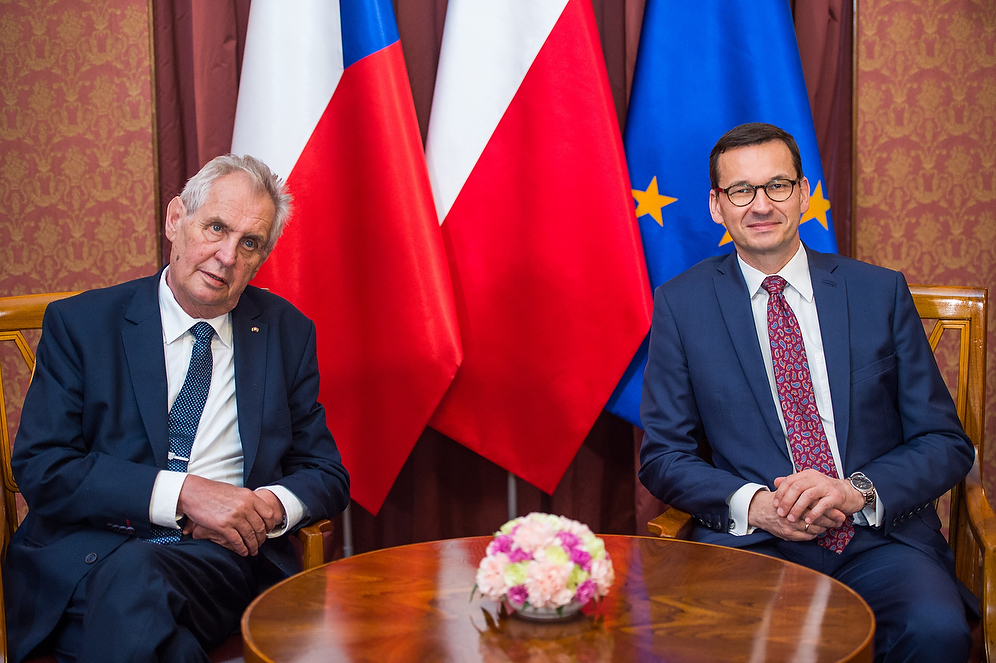
S polským premiérem Mateuszem Morawieckim 10. května 2018

| Poř. | Země      | Místo         | Datum         | Podrobnosti                           |
| ---- | --------- | ------------- | ------------- | ------------------------------------- |
| 64.  | Slovensko | Tatry         | 4. dubna      | Oficiální návštěva                    |
| 65.  | Polsko    |               | 9. května     | Oficiální návštěva                    |
| 66.  | Belgie    | Brusel        | 11. července  | Summit NATO                           |
| 67.  | Slovensko | Topoľčianky   | 29. července  | 100. výročí vzniku Československa     |
| 68.  | Německo   |               | 21. září      | Oficiální návštěva                    |
| 69.  | Slovensko | Štrbské pleso | 11. října     | Summit prezidentů Visegrádské skupiny |
| 70.  | Slovensko | Martin        | 30. října     | 100. výročí Martinské deklarace       |
| 71.  | Čína      | Šanghaj       | 3. listopadu  | China International Import Expo       |
| 72.  | Izrael    |               | 25. listopadu | Státní návštěva                       |

## 2019
| Poř. | Země               | Místo      | Datum         | Podrobnosti                              |
| ---- | ------------------ | ---------- | ------------- | ---------------------------------------- |
| 73.  | Slovensko          | Košice     | 28. února     | Summit bukurešťské devítky               |
| 74.  | Rakousko           |            | 2. dubna      | Oficiální návštěva                       |
| 75.  | Čína               | Peking     | 24. dubna     | Konference Belt and Road Forum           |
| 76.  | Maďarsko           |            | 14. května    | Státní návštěva                          |
| 77.  | Slovinsko          | Lublaň     | 5. června     | Summit Iniciativy Trojmoří               |
| 78.  | Polsko             |            | 31. srpna     | 80. výročí vypuknutí první světové války |
| 79.  | Srbsko             |            | 10. září      | Státní návštěva                          |
| 80.  | Německo            |            | 8. listopadu  | Výročí pádu Berlínské zdi                |
| 81.  | Slovensko          | Bratislava | 15. listopadu | Otevření Českého domu v Bratislavě       |
| 82.  | Spojené království | Watford    | 3. prosince   | Summit NATO                              |

## 2021
| Poř. | Země     | Místo  | Datum      | Podrobnosti                                |
| ---- | -------- | ------ | ---------- | ------------------------------------------ |
| 83.  | Polsko   |        | 8. února   | Summit prezidentů zemí Visegrádské skupiny |
| 84.  | Rakousko |        | 9. června  | Oficiální návštěva                         |
| 85.  | Belgie   | Brusel | 14. června | Summit NATO                                |

## 2022
| Poř. | Země      | Místo | Datum     | Podrobnosti                                |
| ---- | --------- | ----- | --------- | ------------------------------------------ |
| 86.  | Slovensko |       | 10. října | Summit prezidentů zemí Visegrádské skupiny |

## 2023
| Poř. | Země      | Místo         | Datum     | Podrobnosti                                                         |
| ---- | --------- | ------------- | --------- | ------------------------------------------------------------------- |
| 87.  | Slovensko | Bratislava    | 1. ledna  | 30. výročí vzniku Slovenské republiky, udílení státních vyznamenání |
| 88.  | Polsko    | Kudowa-Zdrój  | 24. ledna | Setkání s prezidentem Andrzejem Dudou, Náchod/Kudowa-Zdrój          |
| 89.  | Srbsko    |               | 30. ledna | Pracovní návštěva, setkání s prezidentem Aleksandarem Vučićem       |
| 90.  | Slovensko | Štrbské pleso | 7. února  | Rozlučková návštěva na konci funkčního období                       |